# 三京化成
三京化成株式会社（さんきょうかせい）は、大阪市中央区に本社を置く専門商社である。東京証券取引所スタンダード市場上場。

## 概要
西日本が地盤の、樹脂・工業薬品等の化学品商社である。
事業分野は、科学事業セグメントと建装材事業セグメントである。科学事業セグメントでは、土木・建材資材関連、情報・輸送機器関連、日用品関連及び化学工業関連の、原料・資材となる商品を販売している。建装材事業セグメントでは、住宅用部材の販売及び各種木工製品の製造販売をしている。

## 沿革
- 1946年（昭和21年）7月 - 創業者小川悧一が個人経営で三協商会を創業（京都市）。
- 1947年（昭和22年）2月 - 株式会社三協商会に改組（資本金195千円、大阪市東区高麗橋）。
- 1947年（昭和22年）11月 - 三京化成株式会社に商号変更。
- 1948年（昭和23年）8月 - 大阪市東区北久宝寺町に本店移転。
- 1982年（昭和57年）7月 - 日本証券業協会大阪地区協会に店頭登録銘柄として登録。
- 1986年（昭和61年）11月 - 大阪証券取引所市場第二部に上場。